# Полиид (Аристофан)
«Полиид» (др.-греч. Πολύιδος) — комедия древнегреческого драматурга Аристофана, написанная и поставленная предположительно в середине 410-х годов до н. э. Текст пьесы практически полностью утрачен. Сохранился только ряд коротких фрагментов, процитированных более поздними античными и средневековыми авторами (фрг. 252—255).
Главный герой пьесы — персонаж мифов, прорицатель, ожививший критского царевича Главка после укуса ядовитой змеи. Этому сюжету посвятили свои трагедии Софокл («Прорицатели, или Полиид») и Еврипид («Полиид»). Предположительно Аристофан пародировал пьесу Еврипида. Известно, что в его комедии Минос предлагал Полииду свою дочь Федру в жёны.